# آندي بيكتولشيم
أندرياس «آندي» فون بيكتولشيم (بالألمانية: Andreas von Bechtolsheim)‏ (ولد في 30 سبتمبر 1955) هو مهندس كهربائي ورائد أعمال ومستثمر ألماني. شارك في تأسيس شركة صن ميكروسيستمز في عام 1982.

## روابط خارجية
- آندي بيكتولشيم على موقع مونزينجر (الألمانية)